# Людмила Чешка
Света Людмила Чешка, родена в Мелник, Чехия около 860 г., е светица и мъченица на Православната и Римокатолическата църква, покровителка на чехите.

## Биография
Людмила е омъжена за Борживой I, първи християнски княз на Бохемия. Людмила и Борживой са кръстени около 883 г. в двора на княз Святополк I във Велеград от епископ св. Методий, по-големия брат на св. Константин-Кирил Философ. След завръщането си, заедно управляват близо седем години.
Тъй като много чехи са недоволни от провежданата от Борживой християнизация, през 883 или 884 г. против княза избухва въстание. Борживой бяга при княз Святополк в Моравия и с негова помощ потушава въстанието. В чест на победата, той построява в столицата си църква на света Дева Мария. Когато след няколко години Борживой умира, земите му преминават под непосредствената власт на Святополк I. След неговата смърт през 894 г., княз на чехите става големият син на Борживой, Спитигнев I, който умира през 915 г.
Управлението е поето от следващия син, Вратислав, женен за Драгомира, християнка, която обаче поддържа езическите традиции. Вратислав умира, оставяйки за наследник своя осемгодишен син, Вацлав (Венцеслав). Вацлав е възпитан от света Людмила в дух на християнство, догато брат му Болеслав е възпитан от майка си според езическите традиции.
След смъртта на Вратислав, Людмила продължава да оказва влияние върху внука си. Тя действа като регент, поддържайки Вацлав. По инициатива на Драгомира, през нощта на 15 срещу 16 септември 921 г. двама убийци се втурват в покоите на Людмила. Тя е удушена на 60-годишна възраст от езическата аристокрация. Предполага се, че за оръжие на убийството е използвана булото, което по-късно става неин символ. Людмила става мъченица и е канонизирана през 1143 – 1144 г.
През 925 г. младият чешки владетел Вацлав се разпорежда останките на Людмила да се пренесат от Тетин в Прага, в базиликата Св. Георги (на чешки: Св. Иржи), където се намира и днес.
Людмила е почитана като покровителка на Чехия. Тя също така е смятана за покровителка на бабите, майките и християнските учители.